# 894
| Calendário gregoriano                                                        | 894 DCCCXCIV                                           |
| Ab urbe condita                                                              | 1647                                                   |
| Calendário arménio                                                           | 343 – 344                                              |
| Calendário bahá'í                                                            | -950 – -949                                            |
| Calendário budista                                                           | 1438                                                   |
| Calendário chinês                                                            | 3590 – 3591 Início a 11 de fevereiro (aproximadamente) |
| Calendário copta                                                             | 610 – 611                                              |
| Calendário etíope                                                            | 886 – 887                                              |
| Calendários hindus - Vikram Samvat - Calendário nacional indiano - Cáli Iuga | 949 – 950 815 – 816 3994 – 3995                        |
| Calendário Holoceno                                                          | 10894                                                  |
| Calendário islâmico                                                          | 281 – 282                                              |
| Calendário judaico                                                           | 4654 – 4655                                            |
| Calendário persa                                                             | 272 – 273                                              |
| Calendário rúnico                                                            | 1144                                                   |
| Calendário solar tailandês                                                   | 1437                                                   |

894 (DCCCXCIV, na numeração romana) foi um ano comum do século IX do Calendário Juliano, da Era de Cristo, teve início a uma terça-feira e terminou também a uma terça-feira e a sua letra dominical foi F (52 semanas).
No território que viria a ser o reino de Portugal estava em vigor a Era de César que já contava 932 anos.
| Ano completo                       |
| ---------------------------------- |
| Ano comum com início à terça-feira |